# 샤하르 주바리
사하르 주바리(히브리어: שחר צוברי, 1986년 9월 1일~)는 이스라엘의 요트 선수이다.

## 경력
에일라트 출신으로, 예멘계 유대인과 아슈케나즈 유대인 부모 사이에서 태어났다.
2007년에 키프로스의 리마솔에서 개최된 유럽 요트 선수권 대회 경기에서는 6등을 하였고 그 해에 포르투갈의 카스카이스에서 개최된 세계 요트 선수권 대회에서는 8위를 하였다. 2008년에 뉴질랜드의 오클랜드에서 개최된 세계 선수권 대회에서는 깜짝 동메달을 차지하여 온 세계를 놀라게 했다.
2008년 베이징 올림픽에서는 RS:X 부문에서 58점을 차지하여 60점을 획득한 닉 뎀프시를 따돌리고 동메달을 차지하였다. 경기가 끝난 후에 주바리는 '형편없었다(shits)'라고 악담을 쏟아부어 화제가 되기도 했다.

## 같이 보기
- 올림픽 요트 메달리스트 목록